# Muscinupta laevis
Мученіпта мохова (Muscinupta laevis) — вид грибів, що належить до монотипового роду  Muscinupta.

## Опис
Гриб діаметром 0,2 – 1 см, спочатку чашоподібний, сидячий або з ніжкою, тонкий, перетинчастий, пізніше приплюснутий. Поверхня плодових тіл волосиста, білосніжно-біла, при підсиханні сіра.

## Поширення та середовище існування
Зростає в Україні в Розтоцько-Опільських Лісах та в Карпатах.